# Loma Bonita, Cutzamala de Pinzón
Loma Bonita är en ort i Mexiko.   Den ligger i kommunen Cutzamala de Pinzón och delstaten Guerrero, i den södra delen av landet, 180 km sydväst om huvudstaden Mexico City. Loma Bonita ligger 457 meter över havet och antalet invånare är 204.
Terrängen runt Loma Bonita är huvudsakligen kuperad, men åt nordväst är den platt. Runt Loma Bonita är det ganska tätbefolkat, med 60 invånare per kvadratkilometer. Närmaste större samhälle är El Salitre, 14,7 km söder om Loma Bonita. I omgivningarna runt Loma Bonita växer huvudsakligen savannskog.